# Stanisław Falęcki
Stanisław Falęcki OCist  herbu Jastrzębiec (ur. w 1516 roku – zm. 9 lutego 1581 roku) – polski duchowny rzymskokatolicki, cysters, biskup pomocniczy gnieźnieński, kanonik gnieźnieńskiej kapituły katedralnej, scholastyk kolegiaty św. Michała w Płocku, proboszcz w Żninie i Uniejowie, opat czerwiński i kanonik płocki w 1557 roku, opat klasztoru w Sulejowie w 1551 roku.

## Życiorys
Ukończył Akademię Krakowską ze stopniem doktora w 1545 roku. 9 stycznia 1562 papież Pius IV prekonizował go biskupem pomocniczym archidiecezji gnieźnieńskiej oraz biskupem in partibus infidelium caffijskim. Brak informacji, kiedy i od kogo przyjął sakrę biskupią. Delegat arcybiskupa Jana Przerębskiego na sobór trydencki.